# خوزه لوئیس رودریگز
خوزه لوئیس رودریگز (انگلیسی: José Luis Rodríguez؛ زادهٔ ۱۹ ژوئن ۱۹۹۸) بازیکن اهل پاناما است.
از باشگاه‌هایی که در آن بازی کرده‌است می‌توان به باشگاه فوتبال خنت اشاره کرد.

## پیونده بیرون
- خوزه لوئیس رودریگز –در فیفا
- خوزه لوئیس رودریگز در National-Football-Teams.com